# Maasvlakte 2
Tweede Maasvlakte, Maasvlakte 2 ou la seconde plaine de la Meuse est un grand projet d'ingénierie civile aux Pays-Bas consistant en l'extension du port de Rotterdam sur les terres récupérées attenant à la plaine de la Meuse.

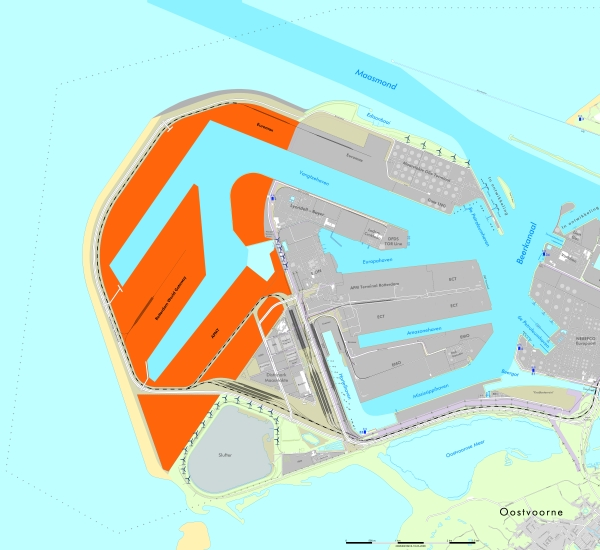
L'extension Maasvlakte 2 en orange.

La construction d'un nouveau terrain gagné sur la mer a été décidée en 2004, elle triple la capacité d'accueil des bassins de la Maasvlakte. Une longue bataille juridique a eu lieu pour préserver l'environnement.
Environ 2 000 hectares ont été gagnés sur la mer, derrière une digue de quatre kilomètres, en relation directe avec les eaux profondes de la mer du Nord, dont environ 1 000 hectares pour des industries liées aux activités portuaires. Cela va affecter de nombreuses espèces animales et végétales présentes à cet endroit.
Maasvlakte 2 est le plus grand projet de génie civil aux Pays-Bas depuis les travaux du plan Delta.
Il a été inauguré début 2013.

## Le transport intermodal
La seconde plaine de la Meuse tire parti de la proximité de l'Europoort et de ses liens avec les transports intermodaux existants, il sera directement relié à la ligne de la Betuwe.

## La construction

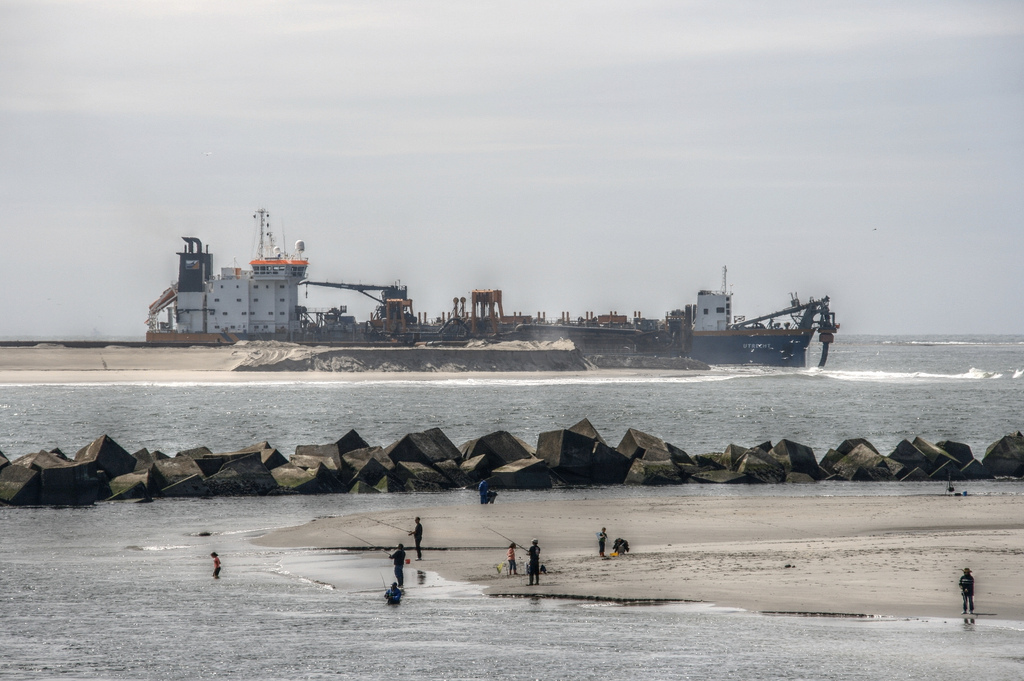
Construction de la Maasvlakte 2 en 2009

Le 14 décembre 2007, l'administration portuaire de Rotterdam a annoncé que le consortium d'entreprises PUMA devrait construire la Maasvlakte 2.
Le 1er septembre 2008, la construction a commencé après des années d'études. Une digue a d'abord été construite ; pendant ce temps, sur la Maasvlakte existant, une remise en état des zones portuaires a débuté.
L'Eurogeul a été élargi en prévision d'un trafic accru.
Le 22 mai 2013, Maasvlakte 2 est inauguré.

## La conception optimale
La création de nouvelles terres a des implications pour les courants et les vagues dans la mer. Pour la conception optimale de Maasvlakte 2, des recherches, des maquettes, des programmes avancés de calcul et des simulateurs ont été utilisés. Après avoir étudié différentes possibilités, la supposée meilleure variante a été choisie ; ce serait la conception la plus respectueuse de l'environnement.

## Sécurité
Les activités de conteneurs et de distribution se situent cinq mètres au-dessus du niveau de la mer. Cette hauteur, ainsi que la robustesse des digues, a été jugée suffisante, en utilisant les projections météorologiques pour les années à venir (avec une probabilité de un sur 10 000 ans). La bonne hauteur pour les sites chimiques doit encore être déterminée. La route qui longe l'intérieur de la digue est à 5,5 mètres au-dessus du niveau de la mer. Les calculs tiennent compte de la montée des eaux attendue pour les 50 prochaines années.

## Politique sociale lors de la construction
La majorité des travailleurs sont venus des Philippines, recevant un salaire minimum inférieur à celui d'un Néerlandais et sans aucune protection sociale de la loi néerlandaise, parce que les entrepreneurs, selon Boskalis et Van Oord, travaillent loin de la côte néerlandaise, donc sans suivre les lois du pays,.

## Activités
La zone nouvellement aménagée est destinée aux conteneurs, à la logistique, et à l'industrie chimique. Une croissance de ces secteurs est attendue dans les années à venir. Voici la répartition proposée :
- Stockage et transbordement des conteneurs : 620 hectares
- Industrie chimique : 210 ha
- Distribution : 170 acres

## Clients
Dubai Ports World, Compagnie maritime d'affrètement - Compagnie générale maritime et divers consortiums

## Accessibilité
Les nouveaux bassins doivent être facilement accessibles à la fois par la mer et par la terre. L'accès par la route est problématique. Il parait certain que le trafic routier sur la plupart des routes autour de Rotterdam va augmenter. L'Administration portuaire de Rotterdam a essayé d'obtenir une circulation fluide et sécurisée ; pour cela, le nombre de véhicules empruntant la route vers Maasvlakte 2 sera aussi bas que possible. Elle a par ailleurs conclu des accords contraignants avec les opérateurs du chemin de fer, en particulier la ligne de la Betuwe.

## Nature et environnement
Maasvlakte 2 est construit dans le delta Rhin-Meuse, réserve naturelle protégée. La conception et l'aménagement de la nouvelle zone portuaire ont été étudiés pour protéger la nature autant que possible. Mais le changement de 2 000 hectares de fonds marins dans une zone portuaire se répercute inévitablement sur les plantes et les animaux, des mesures de compensation sont donc nécessaires.

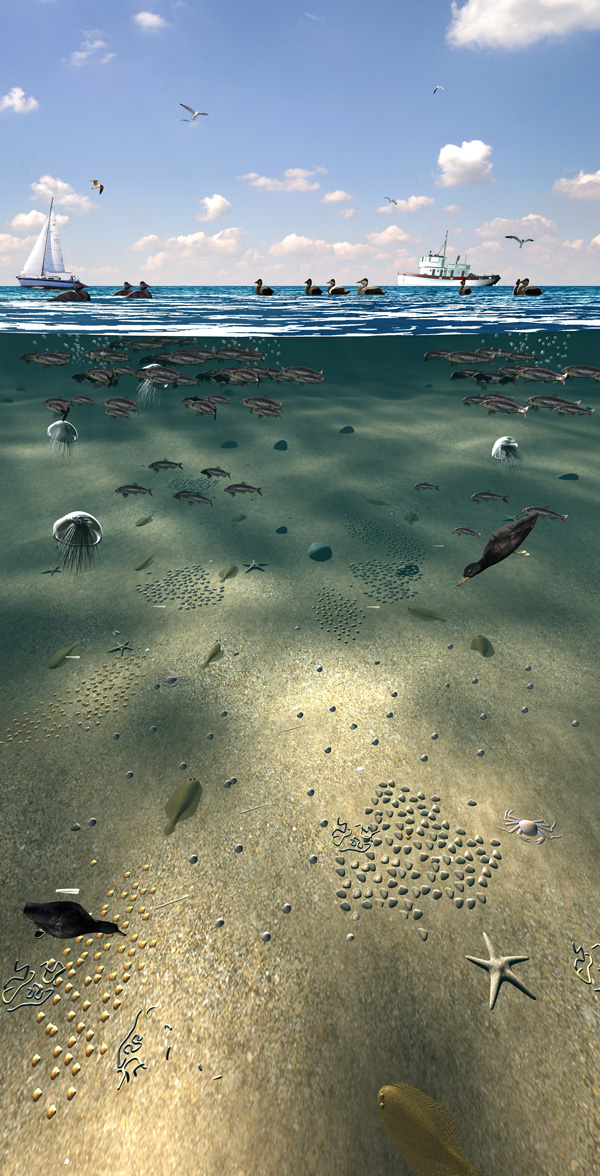
La mer au niveau du port de Rotterdam

### Compensation écologiques
En guise de compensation pour la disparition d'une partie du fond marin dans le Delta, à l'est et au sud-ouest, environ 25 000 hectares de fond marin vont être protégés, assurant un lieu de repos pour de nombreuses espèces. De plus, la pêche ne sera pas autorisée. Au nord de Maasvlakte 2, entre Hoek van Holland et Ter Heijde, une nouvelle dune côtière est créée, pour compenser les effets négatifs de Maasvlakte 2 sur les dunes de Voorne. Les nouvelles dunes de Hoek van Holland font environ 35 hectares.

### Développement durable
Maasvlakte 2 est conçu comme une entreprise durable. Avant de s'installer, les entreprises doivent fournir des preuves de développement durable. Par exemple, moins de transport par la route et plus par le rail et les voies navigables. Mais les émissions de polluants atmosphériques ou de lumière et de son jouent un rôle dans l'évaluation de la planification de futurs clients. Il en va du port de Rotterdam, en raison de la réglementation environnementale européenne stricte et de responsabilité pour l'environnement.

### Pollution de l'air
La pollution atmosphérique est un problème majeur dans la région de Rijnmond, qui compte déjà beaucoup d'industries et de nombreuses routes. Les activités sur le site de Maasvlakte 2 entraînent une augmentation des émissions polluantes de l'industrie et de la circulation. Sans mesures supplémentaires, la qualité de l'air dans la région aurait empiré. Un décret de 2005 limite la pollution de l'air. Les mesures sont si draconiennes que cela devrait aller vers une amélioration. Elles ont été basées sur des recherches approfondies de l'impact sur l'environnement. L'ensemble des administrations de l'État des municipalités et l'Administration portuaire travaillent sur un accord appelé Accord de qualité de l'air.

## La prise de décision
La construction de Maasvlakte 2 n'est pas un cas unique. La récupération fait partie d'une série de mesures avec plusieurs objectifs.
- l'amélioration de la qualité de vie dans la région
- développement économique la ville de Rotterdam, la province de Hollande du Sud.

Cinq ministères sont conjointement responsables du projet.

### Conseil d’État
Le 29 septembre 2003, la Planification du développement du port de Rotterdam est publiée. Un cahier des charges indique les exigences et conditions de la bonification des terres.
En novembre 2003, les groupements d'intérêts, les entreprises et les résidents ont fait 18 appels au Conseil d'État.
Le 26 janvier 2005, le Conseil d'État pose son veto sur un certain nombre de décisions.
Une longue bataille juridique s'ensuit. Des modifications sont apportées pour réduire les défauts mentionnés par le conseil.
Les effets du gain de terre sur la nature protégée de la mer des Wadden avaient été mal étudiés ; une fois ces études menées, ils ne semblaient pas néfastes. Les intérêts des terres agricoles sont recensés.
Différentes discussions ont aussi été abordées comme la nécessité de protéger la qualité de l'air.

### Impact Environnemental
Pour la construction de Maasvlakte 2, plusieurs études d'impact environnemental ont été menées sur les effets du projet sur la nature et l'environnement. Le rapport décrit les effets qu'auront les terres gagnées sur l'évolution de la mer du Nord et la meilleure façon de déposer le sable. Une autre partie du rapport parle des impacts des activités portuaires et industrielles sur l'environnement et l'arrière-pays.

### Participation
Aux différents stades de la procédure, les habitants de la région Rijnmond ont leur mot à dire sur les différents rapports et plans. En mai 2008, la planification du terrain a été adoptée à une large majorité du conseil municipal de Rotterdam.

## Loisirs
Avec la construction de Maasvlakte 2, un morceau de la plage de la Maasvlakte disparaît. Mais une nouvelle extension plus grande est créée.

## Faits et chiffres

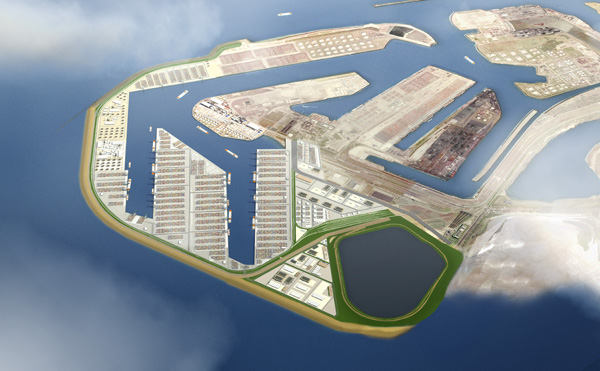

| Taille totale de Maasvlakte 2                            | environ 2 000 ha |
| Sites industriels                                        | 1 000 ha         |
| Espace nécessaire pour l'infrastructure                  | 290 ha           |
| Espace nécessaire pour les digues                        | 230 ha           |
| Espace nécessaire pour les voies navigables et les ports | 510 ha           |

## Classification des secteurs (estimation)
| Conteneurs de stockage et de transbordement | 620 ha          |
| Chimie (y compris l'industrie innovante)    | 210 ha          |
| Répartition                                 | 170 ha          |
| Extension sur le port existant              | 20%             |
| Les coûts de construction                   | 2,9 milliards € |

### Clients
- Rotterdam World Gateway (combinaison de manutention de Dubai et les armateurs New World Alliance (MOL, Hyundai et APL) et CMA CGM). Secteur: conteneur. Capacité : environ 4,4 millions de conteneurs EVP. Opérationnel : 2014 (première phase, 2,35 millions d'EVP). Superficie : 156 ha
- APM Terminals Secteur: conteneur. Capacité : environ 4,5 millions d'EVP. Opérationnel : 2014 (première phase). Superficie : 167 hectares
- Euromax

### Infrastructure

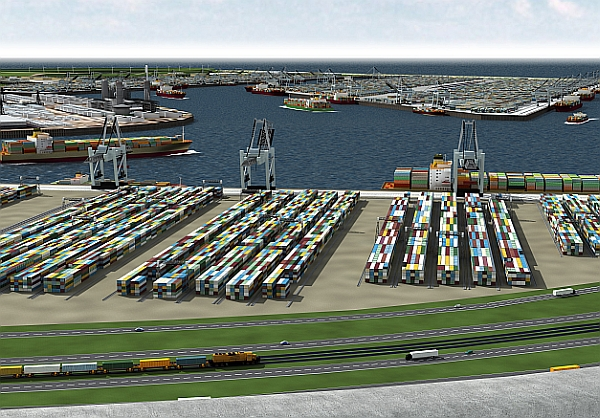

| Capacité au moins   | 16 millions de conteneurs EVP |
| Accès               | 2 x 2 voies, trains           |
| Longueur des routes | 15,5 km                       |
| Remblais            | 12 km                         |

### Matériel nécessaire

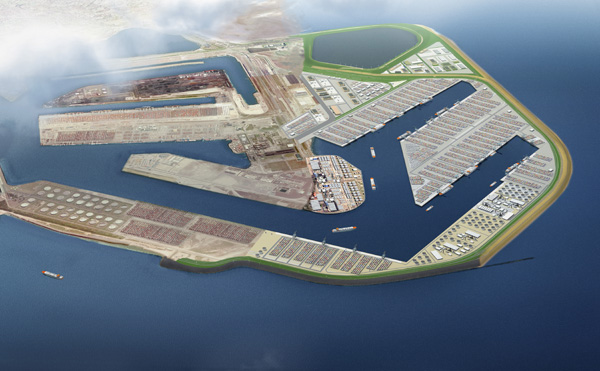

| Sable, construction 1re phase | ± 275 millions de m3 |
| Sable, avec la 2e phase       | ± 325 millions de m3 |

### Longueur des digues
Maasvlakte 2 est protégé de plusieurs manières :

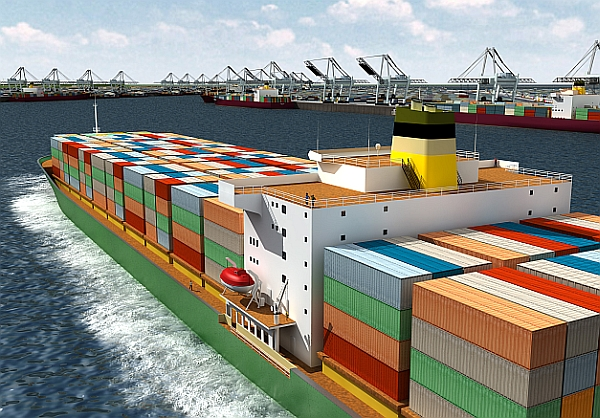

| Digue "souple" (plages de sable et dunes) | 8 km |
| Défense "dure" (digues)                   | 4 km |

### Expédition et Accessibilité
| Longueur de la digue                    | environ 10 milles nautiques |
| Profondeur                              | jusqu'à 20 m                |
| Largeur entrée du bassin (Yangtzehaven) | > 600 m                     |
| Zwaaikom                                | 700 m                       |